# Charles Barbara
Pour les articles homonymes, voir Barbara.
Charles Barbara, né à Orléans le 5 mars 1817 et mort à Paris le 19 septembre 1866, est un écrivain français.

## Biographie
Louis-Charles Barbara est le fils d'un luthier originaire de Dausenau (près de Coblence), établi à Orléans. Après avoir fréquenté le collège de sa ville natale, il poursuit ses études à Paris au lycée Louis-le-Grand, pour préparer, théoriquement, l’École polytechnique et sans doute s'éloigner d'un père tyrannique et violent. Il est répétiteur au collège de Nantua, puis revient à Paris où il accepte un poste de précepteur dans la famille d’Édouard Drouyn de Lhuys.
En 1841, il entre en relation avec le groupe des Buveurs d'eau : Henry Murger, le philosophe Jean Wallon, les peintres François Tabar et Alexandre Schanne. Il fournit à Murger le modèle du personnage nommé Carolus Barbemuche dans les Scènes de la vie de bohème. Il ne pardonnera jamais à Murger ce portrait peu flatteur. Il fait ensuite la connaissance de Baudelaire, Champfleury, Nadar qui resteront toujours ses amis bien qu’il soit lui-même bien peu expansif. Il s'oriente alors définitivement vers le journalisme et la littérature, même si la musique a toujours joué un grand rôle dans sa vie (son père est luthier, son frère Pierre professeur de musique, son frère Georges accordeur de piano). Il joue lui-même du violon et, pour gagner sa vie, se produit dans de petits théâtres parisiens.
Comme ses amis de la bohème, Barbara eut beaucoup de difficultés financières et fut constamment harcelé par des créanciers.
Sa première publication, une nouvelle intitulée Le Plat de souliers, paraît dans La Gazette de la jeunesse en 1844. Il collabore ensuite au Corsaire et à L'Artiste d’Arsène Houssaye.
Il revient à Orléans en 1848, rédacteur au Journal du Loiret, rédacteur en chef gérant du Démocrate (23 numéros), puis rédacteur au quotidien La Constitution où il est chargé du feuilleton. Il publie Casimir Henricy, Eugène Sue, Georges Guénot-Lecointe, Jules Sandeau, Alfred des Essarts, Joseph Méry, Émile Souvestre, Hippolyte Castille, Victor Doinet, Marc Fournier et une traduction du Double assassinat dans la rue Morgue. Lui-même publie des articles sur le théâtre et la musique.
En 1850, de retour à Paris, il fait connaissance, à la brasserie Andler, du groupe des réalistes : Max Buchon, Gustave Courbet, Alfred Bruyas, Louis Edmond Duranty, Jules-Antoine Castagnary, Daumier, Alfred Delvau, Marc Trapadoux. Il publie des nouvelles dans le Bulletin de la société des gens de lettres, la Revue de Paris, L'Illustration. Son premier roman, L’Assassinat du Pont-Rouge, d'abord publié en feuilleton dans la Revue de Paris, paraît, profondément remanié, en juillet 1855 à Bruxelles, édité par Hetzel, exilé en Belgique. Il publie ensuite des contes et des nouvelles dans le Journal pour tous, hebdomadaire illustré fondé par Charles Lahure dont le directeur était Jules Simon et dans La Revue française.
En 1861, il épouse Marie-Émilie Scherry, dont il aura deux enfants. Il avait enfin gagné un peu d'argent grâce à un mélodrame qu'il avait tiré de son premier roman et qui fut joué au Théâtre de la Gaîté. Mais en 1866, sa femme et sa fille furent emportées par une épidémie de typhoïde. Ce drame ayant altéré sa santé mentale, il fut interné dans la maison de santé municipale, dite Maison Dubois, où il se suicida en se jetant par une fenêtre.

## Œuvre
Barbara et Baudelaire
Baudelaire appréciait l'œuvre de Barbara. Il a usé de son influence auprès des éditeurs afin que ses textes puissent être publiés. Il lui a consacré un paragraphe de son article : M. Gustave Flaubert. Madame Bovary. — La Tentation de saint Antoine (in L'Artiste, 18 octobre 1857, texte repris dans L’Art romantique sous le titre : Madame Bovary par Gustave Flaubert).
Dans son roman L'Assassinat du Pont-Rouge (1855), Barbara campe une réception au cours de laquelle les participants sont invités à écrire dans le Livre d'or de la maîtresse de maison. Un poète y écrit « de mémoire » un sonnet, « Que diras-tu ce soir, pauvre âme solitaire », qui est la retranscription du poème de Baudelaire qui deviendra la pièce XXXVII des Fleurs du mal. Ce poème présente donc la particularité d'avoir été cité intégralement dans un roman avant même d'avoir été disponible en librairie, puisqu'il ne le sera qu'en 1857. Le poète du roman n'est pas nommé. Son sonnet est attribué à « un poète chez lequel une aptitude décidée pour les spéculations les plus ardues n'excluait pas une poésie chaude, colorée, essentiellement originale et humaine. »
Barbara et Dostoïevski
Nori Kameya a relevé de nombreuses similitudes entre Crime et Châtiment et L'Assassinat du Pont-Rouge :
c'est la pauvreté qui amène le protagoniste à commettre son crime ;
la scène de l'assassinat est décrite longuement avec force détails ;
les meurtriers justifient leur acte par des considérations d'ordre philosophique : il s'agirait d'un acte « humanitaire » ;
ils agissent en ayant conscience de nier la loi morale, ce qui leur procure une sensation de puissance ;
par la suite, ils sont sujets à des rêves hallucinatoires dans lesquels leur victime leur apparaît ;
très vite, ils éprouvent le besoin d'avouer leur crime ;
soulagés après leurs aveux, ils n'éprouvent cependant aucun repentir.
Enfin, Nori Kameya note que Dostoïevski lisait parfaitement le français et qu'il a séjourné à Paris entre 1855 et 1866.
Barbara et Edgar Poe
En 1847, il découvre Edgar Allan Poe (il a toujours beaucoup lu et était très cultivé). Il est probable que c'est lui qui a attiré l’attention de Baudelaire sur le poète américain. Lui-même sera influencé par William Wilson et par The Murders in the rue Morgue. Ses Histoires émouvantes, claire allusion à Poe, sont parues à la même date et chez le même éditeur que les Histoires extraordinaires. Son récit Les Jumeaux porte également témoignage de cette influence.
Barbara et le réalisme
Barbara est souvent classé parmi les romanciers réalistes, voire naturalistes, ce qui lui valut d'être attaqué par la critique de son temps. Il a souvent écrit en sociologue, s'intéressant surtout à la vie des humbles et des opprimés. Beaucoup de récits sont à clés et basés sur des faits réels. Il a critiqué la société de son temps, mais ne fut jamais un révolté à la Vallès. La critique a relevé l'influence que put avoir Barbara sur Émile Zola
Barbara et le fantastique
À côté ou parallèlement à sa veine réaliste, Barbara a cultivé le fantastique. Il a écrit des contes clairement fantastiques (réunis dans Mes Petites-maisons), mais la plupart de ses récits réalistes contiennent aussi des épisodes surnaturels (où la musique joue un très grand rôle). Barbara pourrait-il être considéré comme un précurseur du genre littéraire connu de nos jours sous le nom de réalisme magique ?
Barbara et le « bizarre »
Bien que Barbara puisse être considéré comme un héritier des Lumières, il a aussi souvent décrit des situations ou des personnages hors normes. Son premier récit, Le Plat de souliers, histoire gastronomique, met en scène la confection d'un plat à base de vieux souliers crottés et moisis. Ses héros sont souvent des monomanes aux passions refoulées, des solitaires à la vie étrange qui fait place au merveilleux. Le major Whittington, dans le conte éponyme, vit au milieu d'automates de sa création qui jouent le rôle de femme, fille, domestiques, amis censés représenter une société idéale. Il traite ses androïdes comme des êtres vivants. La critique américaine s'est penchée sur ce cas de fétichisme.
Barbara et la science-fiction
Le Major Whittington possède un arrière-plan scientifique et technique qui fait de Barbara un précurseur de Jules Verne. Il met en scène le télégraphe électrique, le phonographe, les gratte-ciels, la machine à calculer, l'anesthésie, le traitement de maladies graves par des bains atmosphériques, des automates. (Barbara avait préparé le concours d'entrée à Polytechnique).
Barbara et le roman policier
Romanzoff met en scène une affaire criminelle, décrit une perquisition puis un procès en Cour d'assises. Mais c'est surtout L'Assassinat du Pont-Rouge qui peut être qualifié de véritable roman policier. L'intrigue principale est plutôt menée sur le mode psychologique, mais au milieu du récit est enchâssé un « Étrange intermède » qui en constitue le chapitre XI. Le juge d'instruction y raconte comment un crime mystérieux a donné lieu à une enquête scientifique fondée sur des observations minutieuses, des raisonnements rigoureux, la recherche d'indices. Or ce roman précède de beaucoup L'Affaire Lerouge, 1866 et Monsieur Lecoq, 1869, d'Émile Gaboriau, généralement considérés comme les premiers romans policiers français. La critique s'accorde à constater que « C. Barbara est en fait l'inventeur du genre, puisqu'il publia L'Assassinat du Pont-Rouge en 1850 [sic pour 1855]. C'est le premier récit d'énigme, avec un personnage de détective et un drame intime ».

## Textes parus dans des périodiques
- La Gazette de la jeunesse
  - Le Plat de souliers, 1844
- Le Corsaire
  - Un nouveau Pâris mystifié, 1846
  - Romanzoff, 1846
- L'Artiste
  - La Ronde fantastique, 1846
  - Le Rideau, 1846
  - L'Ombre du mancenillier, 1847
- Bulletin de la société des gens de lettres
  - Les Proverbes, 1851
  - Héloïse, 1852
  - Les Douleurs d'un nom, 1853
  - Vieille histoire, 1853
- L'Illustration
  - L'Homme qui nourrissait des papillons, 1853
- Revue de Paris
  - Le Billet de mille francs, 1853
  - Les Jumeaux, 1854
  - La Leçon de musique, 1854
  - Un drame ignoré : extraits des rapports d'un agent de police, 1854
  - L'Assassinat du Pont-Rouge, 1855
- Journal pour tous
  - Thérèse Lemajeur, 1855
  - Une chanteuse des rues, 1855
  - Les Sourds, 1856
  - Les Fous, 1857
  - Madeleine Lorin, 1857
  - La Régina, 1857
  - Ary Zang, 1863
  - Mademoiselle de Sainte-Luce, 1864
- La Revue française
  - Esquisse de la vie d'un virtuose, 1857
  - Le Major Whittington, 1858
  - Irma, 1858
  - François Cottier, 1866

## Œuvres
- L’Assassinat du Pont-Rouge, Hachette, 1857
- Histoires émouvantes, M. Lévy frères, 1857

- Mes Petites-Maisons, Hachette, 1860

- Les Orages de la vie, Première série : Thérèse Lemajeur, Madeleine Lorin, Hachette, 1860
- Ary Zang, Hachette, 1864
- Mademoiselle de Sainte-Luce, Librairie internationale, 1868

## Éditions récentes
- L’Assassinat du Pont-Rouge, Marabout, 1975
- « L’Assassinat du Pont-Rouge » et « Le Major Whittington », in Nori Kameya, Un Conteur méconnu : Louis-Charles Barbara, t.II, <Anthologie et Documents> avec notes et variantes, Nice, Université de Nice, 1983
- Le Major Whittington, introduction et notes de Nori Kameya, Minard, 1985
- L’Assassinat du Pont-Rouge, préface de Sylvain Goudemare, Éditions du griot, 1989
- Esquisse de la vie d'un virtuose, préface de Nori Kameya, V. Hamy, 1990
- L’Assassinat du Pont-Rouge, Lyon, Chardon bleu, 1997
- L’Assassinat du Pont-Rouge, Toulouse, Ombres, 1997

## Iconographie
- Charles Barbara, dessin au fusain et à l’estampe rehaussé de gouache et de crayons de couleurs, Panthéon Nadar no 247